# Blanka Vlašić
Blanka Vlašić (Split, 8. studenoga 1983.), bivša je hrvatska atletičarka, hrvatska rekorderka na otvorenom (208 cm – drugi rezultat svih vremena) i u dvorani (206 cm) i dvostruka svjetska prvakinja u skoku u vis. Prva hrvatska atletičarka koja je preskočila 2 m (201 cm, u Zürichu 15. kolovoza 2003. godine).
Treneri su joj bili otac Joško i Bojan Marinović.

## Mladost
Blanka Vlašić rođena je u Splitu 1983. godine, u športskoj obitelji. Otac Joško bio je uspješan atletičar, desetobojac i osvajač zlatne medalje na Mediteranskim igrama u Casablanci 1983. godine, gradu po kojem je i Blanka dobila ime. Majka Venera je bivša prvakinja Jugoslavije u skijaškom trčanju.
Blanka Vlašić privukla je pozornost svjetske atletske javnosti već sa 16 godina, kada je počela ostvarivati zapažene rezultate. S nepunih 17 godina nastupala je na Olimpijskim igrama u Sydneyju 2000. godine. Godinu nakon toga već je imala šesto mjesto na Svjetskom atletskom prvenstvu u kanadskom Edmontonu. U konkurenciji juniorki Blanka je bila nedodirljiva. Osvojila je dva naslova svjetske prvakinje. Prvi puta je visinu od 200 cm preskočila na Hanžekovićevom memorijalu u Zagrebu, gdje je imala simboličan startni broj 200.

## Seniorski nastupi
Nakon uspješnog uzleta u svijetu seniorske atletike, veliko breme očekivanja rezultata od nje na Ljetnim olimpijskim igrama u Ateni 2004. godine od hrvatske javnosti, prekinulo je njezin niz uspješnih nastupa. Zbog stresa se pojavio nepravilan rad štitnjače, koja je operativno izvađena 2005. godine (slična stvar se dogodila i alpskoj skijašici Janici Kostelić). Tijekom 2006. godine 2 metra je preskakala čak 13 puta, 205 cm uspjela je preskočiti u dvorani i 203 cm na otvorenom. Na Svjetskom dvoranskom prvenstvu u Moskvi osvojila je drugo mjesto i ponovno izazvala ponos svojih navijača. Godine 2006. bila joj je bolja nego što je uopće mogla zamisliti. Bila je bez natjecanja 333 dana sve do prvenstva Hrvatske 2005. godine, kada je preskočila 195 cm. Blanka se uspješno vratila skokovima početkom 2006. godine, kada ostvaruje tada najbolje rezultate svoje karijere (već otprije je hrvatska rekorderka s preskočenih 203 cm na otvorenom). Dobitnica je Državne nagrade za šport "Franjo Bučar" 2006. godine, a nominirana je i za najbolju atletičarku 2007. godine.

### Sezona 2007.
Godina 2007. bila je briljantna za Blanku Vlašić. Početak nije bio obećavajući. Na Europskom dvoranskom prvenstvu u Birminghamu bila je 5., s preskočenih 192 cm. Nastupila je na osam dvoranskih mitinga, a na tri je pobijedila. Na atletskom mitingu u Splitu, 24. veljače 2007. godine, bila je 2., s preskočenih 200 cm.
Na prvom atletskom mitingu na otvorenom, u katarskoj Dohi, pobijedila je s novim hrvatskim rekordom od 204 cm. Na mitingu u Madridu, preskočila je 205 cm, a samo tjedan dana kasnije, 30. srpnja 2007. godine, preskočila je visinu od 206 cm na atletskom mitingu u Solunu i tako postavlja novi osobni i hrvatski državni rekord, kojeg samo tjedan dana poslije ruši na atletskom mitingu u Stockholmu sa skokom od 207 cm. Tako je četiri puta u sezoni rušila osobni i hrvatski rekord. Sedam puta pokušala je srušiti svjetski rekord Bugarke Stefke Kostadinove od 209 cm.
Na svjetskom atletskom prvenstvu u japanskoj Osaki, 2. rujna 2007. godine, skokom od 205 cm (iz trećeg pokušaja), postala je svjetska atletska prvakinja.
Pobijedila je na 18 od 19 natjecanja u sezoni na otvorenom, uključujući i mitinge Zlatne lige u Parizu, Rimu, Zürichu, Bruxellesu i Berlinu. Jedino je u Oslu bila druga. Pobijedila je na svjetskoj atletskoj završnici u Stuttgartu. Na 20 natjecanja, preskočila je 200 cm. Čak 11 puta preskočila je 202 cm na otvorenom, sve ostale atletičarke ukupno 8 puta u sezoni. S 207 cm, došla je na diobu drugog mjesta svih vremena. Imala je 6 najboljih skokova sezone i 8 od najboljih 10. Proglašena je europskom atletičarkom godine. Nominirana je za najbolju svjetsku atletičarku godine i bila je druga. Međunarodni atletski savez (IAAF), proglasila je njezin skok od 207 cm, najboljim ženskim atletskim rezultatom godine. U izboru Sportskih novosti, proglašena je najboljom športašicom Hrvatske u 2007. godini. Ušla je u povijest, kao prva koja je dobila glasove baš svih novinara (365). Druge športašice nisu dobile niti jedan glas, što nije uspjelo ni Janici Kostelić.

### Sezona 2008.
Blanka je u novoj sezoni na otvorenom (do 1. lipnja) pobijedila na svih osam natjecanja na kojima je bila. I to uvijek sa skokovima preko dva metra. Seriju pobjeda započela je na dvoranskim natjecanjima. Na mitingu u Göteborgu 29. siječnja ostvarila je prvu pobjedu u sezoni, preskočivši 201 cm. Pobijeđivala je redom u Arnstadtu 2. veljače, s preskočenih 203 cm, u Banskoj Bistrici 5. veljače s preskočenih 204 cm te u Karlsruheu 10. veljače s preskočenih 202 cm. Prije nastupa u Splitu u dvorani Gripe, tužila se na bolove u kuku, ali je opet pobijedila s rekordom mitinga od 201 cm. U svibnju počinje sezona na otvorenom, a Blanka i dalje suvereno skače. Blanka je vlasnica prvih šest najboljih rezultata sezone, od kojih je najviši 206 cm. Jedino je Jelena Slesarjenko zabilježila pobjedu u ovoj godini, ali na mitingu na kojem Blanka nije sudjelovala.

### Sezona 2009.
Blanka u kolovozu u Berlinu brani titulu svjetske prvakinje, a 31. kolovoza iste godine na Hanžeku, u Zagrebu, obara svoj osobni rekord preskačući 208 cm, što je drugi rezultat svih vremena.

### Sezona 2010.
Na Svjetskom dvoranskom prvenstvu u katarskoj Dohi bila je prva s preskočenih 200 cm, čime je obranila naslov. Na Europskom prvenstvu u Barceloni, Blanka je osvojila zlatnu medalju s preskočenih 203 cm, što joj je bio rezultat sezone. Na Kupu kontinenata održanom u Splitu pobijedila je pred 20.000 gledatelja.
Krajem prosinca 2010. godine, u izboru Međunarodnog udruženja športskih novinara (AIPS) španjolski tenisač Rafael Nadal i Blanka Vlašić izabrani su za najbolje športaše svijeta u 2010. godini. Time je postala prva hrvatska športašica koja je ponijela tu titulu.

### Kraj karijere
Dana 19. veljače 2021. godine objavila je završetak karijere.

## Osobni život
Nakon teške ozljede 2013. godine Blanka je upala u teško depresivno stanje. U to vrijeme javio joj se jedan prijatelj rekavši da je na Poljudu zapalio svijeću i pomolio se svetom Anti za nju. Nekoliko dana kasnije, Nikola Vlašić, Blankin brat i nogometaš Hajduka, povjerio se Blanki rekavši joj da se obratio. Poslije tog razgovora, Blanka je kako kaže tri dana plakala i povjerovala u Krista.
Nakon osvajanja brončanog odličja na Olimpijskim igrama 2016. godine u Rio de Janeiru, Blanka Vlašić hodočastila je u Mariju Bistricu, gdje je 10. rujna održala katehezu za 1.500 mladih i pritom poklonila svoje brončano odličje svetištu Majke Božje Bistričke. Sljedećega dana dio medija te brojne stranice na društvenim mrežama objavljivale su uvredljive sadržaje ponižavajući Blankinu vjeroispovijest i njezino svjedočanstvo, na što su 53 poznata hrvatska športaša napisala otvoreno pismo javnosti i objavili otvorenu zabrinutost zbog uskraćivanja Blankinog osnovnog prava zajamčenog Ustavom. Među potpisnicima pisma našli su se Aleksandar Petrović, Dubravko Šimenc, Slavko Goluža, Vedran Đipalo, Klaudija Bubalo, Zoran Primorac, Ivana Brkljačić, Tamara Boroš, Martina Zubčić, Nika Fleiss, Miro Bilan, Goran Ivanišević, Šime Fantela i drugi.
Blanka se 23. svibnja 2022. godine udala za belgijskog športskog novinara Rubena Van Guchta u Blankinom rodnom gradu Splitu. Par je također objavio da zajedno očekuju sina krajem 2022. godine.

## Rezultati
2006.
- siječanj - preskočenih 200 cm, dvoranski miting u Moskvi
- siječanj - preskočenih 200 cm, atletski miting u Arnstadtu
- veljača - preskočenih 202 cm, miting u Weinheimu
- 14. veljače - preskočenih 205 cm (apsolutni hrvatski rekord u skokovima u vis za žene) - dvoranski atletski miting Banska Bistrica
- 12. ožujka - Srebrna medalja na Svjetskom dvoranskom prvenstvu u atletici Moskva 2006. (preskočenih 200 cm)

2007.
- 21. srpnja - preskočenih 205 cm (hrvatski rekord u skokovima u vis za žene) - atletski miting u Madridu
- 30. srpnja - preskočenih 206 cm (hrvatski rekord u skokovima u vis za žene) - atletski miting u Solunu
- 7. kolovoza - preskočenih 207 cm (hrvatski rekord - atletski miting u Stockholmu
- 2. rujna - svjetska atletska prvakinja, s preskočenih 205 cm u Osaki, Japan.
- 7. rujna - zlatna liga, prvo mjesto s preskočenih 204 cm u Zürichu
- 14. rujna - zlatna liga, prvo mjesto s preskočenih 203 cm u Bruxellesu
- 16. rujna - zlatna liga, prvo mjesto s preskočenih 200 cm u Berlinu
- 22. rujna - Svjetsko atletsko finale u Stuttgartu, pobjeda s 200 cm
- 28. rujna - Grand Prix u Šangaju, pobjeda s 202 cm

2008.
- 9. svibnja -Super Grand Prix u Dohi, pobjeda s 203 cm
- 1. lipnja - Miting zlatne lige u Berlinu, pobjeda s 203 cm
- 6. lipnja - Miting zlatne lige u Oslu, pobjeda s 204 cm
- 22. lipnja - atletski kup Europe u Istanbulu, pobjeda s 206 cm
- 23. kolovoza - Olimpijske igre u Pekingu, osvojila je srebro s preskočenih 205 cm
- 29. kolovoza - Miting zlatne lige u Zürichu, pobjeda s 201 cm
- 5. rujna - Miting zlatne lige u Bruxellesu, druga s 200 cm
- 9. rujna - IAAF Grand Prix miting u Zagrebu, pobjeda s 204 cm
- 14. rujna - Svjetsko atletsko finale u Stuttgartu, pobjeda s 201 cm

2009.
- 26. siječnja - dvoranski miting u Rijeci, pobjeda s 203 cm[16]
- 3. veljače - dvoranski atletski miting Malmö, pobjeda s 201 cm
- 7. veljače - dvoranski atletski miting Stuttgart, pobjeda s 204 cm[17]
- 11. veljače - dvoranski atletski miting Banská Bystrica, pobjeda s 201 cm
- 15. veljače - dvoranski atletski miting Karlsruhe, druga s 205 cm
- 21. veljače - dvoranski atletski miting Split, pobjeda s 202 cm[18]
- 8. travnja - Miting Super Grand Prix Doha, pobjeda s 205 cm
- 14. lipnja - Miting zlatne lige u Berlin, druga s 203 cm
- 3. srpnja - Miting zlatne lige u Oslu, pobjeda s 200 cm[19]
- 10. srpnja - Miting zlatne lige u Rimu, druga s 197 cm
- 17. srpnja - Miting zlatne lige u Parizu, pobjeda s 199 cm
- 25. srpnja - Grand Prix Mitingu u Londonu, preskočenih 202 cm[20]
- 28. srpnja - Super Grand Prix u Monacu, pobjeda s 203 cm
- 20. kolovoza - svjetska atletska prvakinja, s preskočenih 204 cm u Berlinu, Njemačka.[21]
- 28. kolovoza - Miting zlatne lige u Zürichu, pobjeda s 201 cm
- 31. kolovoza - IAAF Grand Prix miting u Zagrebu, pobjeda s 208 cm (hrvatski rekord u skokovima u vis za žene - 2. svjetski rezultat svih vremena)

2010.
- 21. listopada - Najbolja atletičarka Europe[22]
- 21. studenoga - Najbolja atletičarka svijeta.[23]
- 26. prosinca - Najbolja športašica Europe.[24][25]
- 30. prosinca - Najbolja športašica svijeta u izboru Međunarodnog udruženja športskih novinara[26][5]

## Postignuća na velikim natjecanjima
| Godina | Natjecanje                              | Mjesto                 | Osvojeno mjesto |
| ------ | --------------------------------------- | ---------------------- | --------------- |
| 2000.  | Svjetsko juniorsko prvenstvo u atletici | Kingston Jamajka       | 1.              |
| 2001.  | Svjetsko prvenstvo u atletici           | Edmonton, Kanada       | 6.              |
| 2001.  | Mediteranske igre                       | Tunis                  | 1.              |
| 2002.  | Svjetsko juniorsko prvenstvo u atletici | Santiago, Čile         | 1.              |
| 2002.  | Europsko prvenstvo u atletici           | München, Njemačka      | 5.              |
| 2003.  | Svjetsko dvoransko prvenstvo u atletici | Birmingham, Engleska   | 4.              |
| 2003.  | Svjetsko prvenstvo u atletici           | Pariz, Francuska       | 7.              |
| 2003.  | Svjetsko atletsko finale                | Monte Carlo, Monako    | 4.              |
| 2004.  | Svjetsko dvoransko prvenstvo u atletici | Budimpešta, Mađarska   | 3.              |
| 2004.  | Olimpijske igre                         | Atena, Grčka           | 11.             |
| 2006.  | Svjetsko dvoransko prvenstvo u atletici | Moskva, Rusija         | 2.              |
| 2006.  | Europsko prvenstvo u atletici           | Göteborg, Švedska      | 4.              |
| 2006.  | Svjetsko atletsko finale                | Stuttgart, Njemačka    | 6.              |
| 2007.  | Europsko dvoransko prvenstvo u atletici | Birmingham, UK         | 5.              |
| 2007.  | Svjetsko prvenstvo u atletici           | Osaka, Japan           | 1.              |
| 2007.  | Svjetsko atletsko finale                | Stuttgart, Njemačka    | 1.              |
| 2008.  | Svjetsko dvoransko prvenstvo u atletici | Valencia, Španjolska   | 1.              |
| 2008.  | Olimpijske igre                         | Peking, Kina           | 2.              |
| 2008.  | Svjetsko atletsko finale                | Stuttgart, Njemačka    | 1.              |
| 2009.  | Svjetsko prvenstvo u atletici           | Berlin, Njemačka       | 1.              |
| 2009.  | Svjetsko atletsko finale                | Solun, Grčka           | 1.              |
| 2010.  | Svjetsko dvoransko prvenstvo u atletici | Doha, Katar            | 1.              |
| 2010.  | Europsko prvenstvo u atletici           | Barcelona, Španjolska  | 1.              |
| 2011.  | Svjetsko prvenstvo u atletici           | Daegu, Južna Koreja    | 2.              |
| 2015.  | Svjetsko prvenstvo u atletici           | Peking, Kina           | 2.              |
| 2016.  | Olimpijske igre                         | Rio de Janeiro, Brazil | 3.              |

## Priznanja
- Državna nagrada za šport "Franjo Bučar" (godišnja) - 2006.
- Red Danice hrvatske s likom Franje Bučara[29] - 2007.
- Osobna nagrada Grada Splita za 2007.[30] - 2008.

## Vanjske poveznice
- Službena stranica
- Životopis na službenim stranicama OI u Pekingu 2008. godine (engl.)